# Пейвар-Котал
Пейвар-Котал — горный перевал, один из немногих проходимых перевалов, соединяющих Пакистан и Афганистан.
Горная дорога преодолевает Пейварский перевал, высота которого достигает 2596 м. Проход расположен примерно в 20 км на запад от Парачинара. Проход не проходим зимой из-за снегопада и обледенения в течение нескольких месяцев.
Долина Куррам была одним из основных торговых путей в Кабул и Гардез в Афганистане.
Во время Второй англо-афганской войны в 1878 году британцы под командованием британского фельдмаршала Фредерика Робертса штурмовали Пейварский перевал, разгромили афганские войска в сражении при Пейвар-Котале и взяли перевал под контроль Британии. Через год англичане использовали путь через Пейварский перевал и перевал Шотор-Гардан для своего нападения на Кабул.
Перевальная дорога ведёт через афганскую провинцию Пактию в Гардез. До Кабула можно добраться из Гардеза через перевал Хост-Гардез и Хост. Это самый короткий путь из Кабула в Пакистан.